# Siamporik Lombang
Siamporik Lombang is een bestuurslaag in het regentschap Tapanuli Selatan van de provincie Noord-Sumatra, Indonesië. Siamporik Lombang telt 527 inwoners (volkstelling 2010).